# Ziaire Williams
Ziaire Williams Jr (ur. 12 września 2001 w Lancaster) – amerykański koszykarz, występujący na pozycjach rzucającego obrońcy lub niskiego skrzydłowego, aktualnie zawodnik Memphis Grizzlies.
W 2020 został wybrany do udziału w spotkaniach wschodzących gwiazd szkół średnich – McDonald’s All-American, Jordan Brand Classic, Nike Hoop Summit.

## Osiągnięcia
Stan na 21 grudnia 2021, na podstawie, o ile nie zaznaczono inaczej.
NCAA
- Zaliczony do składu honorable mention najlepszych pierwszorocznych zawodników Pac-12 (2021)
- Najlepszy pierwszoroczny zawodnik tygodnia Pac-12 (21.12.2020)

Reprezentacja
- Mistrz świata U–19 (2019)